# Constituerend beraad
Het constituerend beraad is de bijeenkomst van alle kandidaat-ministers van een nieuw Nederlands kabinet. Het wordt het wel omschreven als de oprichtingsvergadering van het kabinet. Het constituerend beraad staat onder leiding van de formateur.
Tijdens het constituerend beraad worden afspraken gemaakt over de exacte taakverdeling van de ministers (en soms ook de staatssecretarissen) en over de coördinatie van beleidsterreinen die onder meerdere ministeries vallen. Ook wordt een vervangingsregeling vastgesteld en worden de onderraden en ministeriële commissies samengesteld. 